# Juncus inundatus
Juncus inundatus là một loài thực vật có hoa trong họ Juncaceae. Loài này được Drejer mô tả khoa học đầu tiên năm 1838.